# جوردن اندروز
جوردن اندروز (بالإنجليزية: Jordan Andrews) هو منتج أسطوانات وملحن بريطاني، ولد في 15 يونيو 1986.

## روابط خارجية
- جوردن اندروز على موقع IMDb (الإنجليزية)